# Karl Brandt (Mediziner)

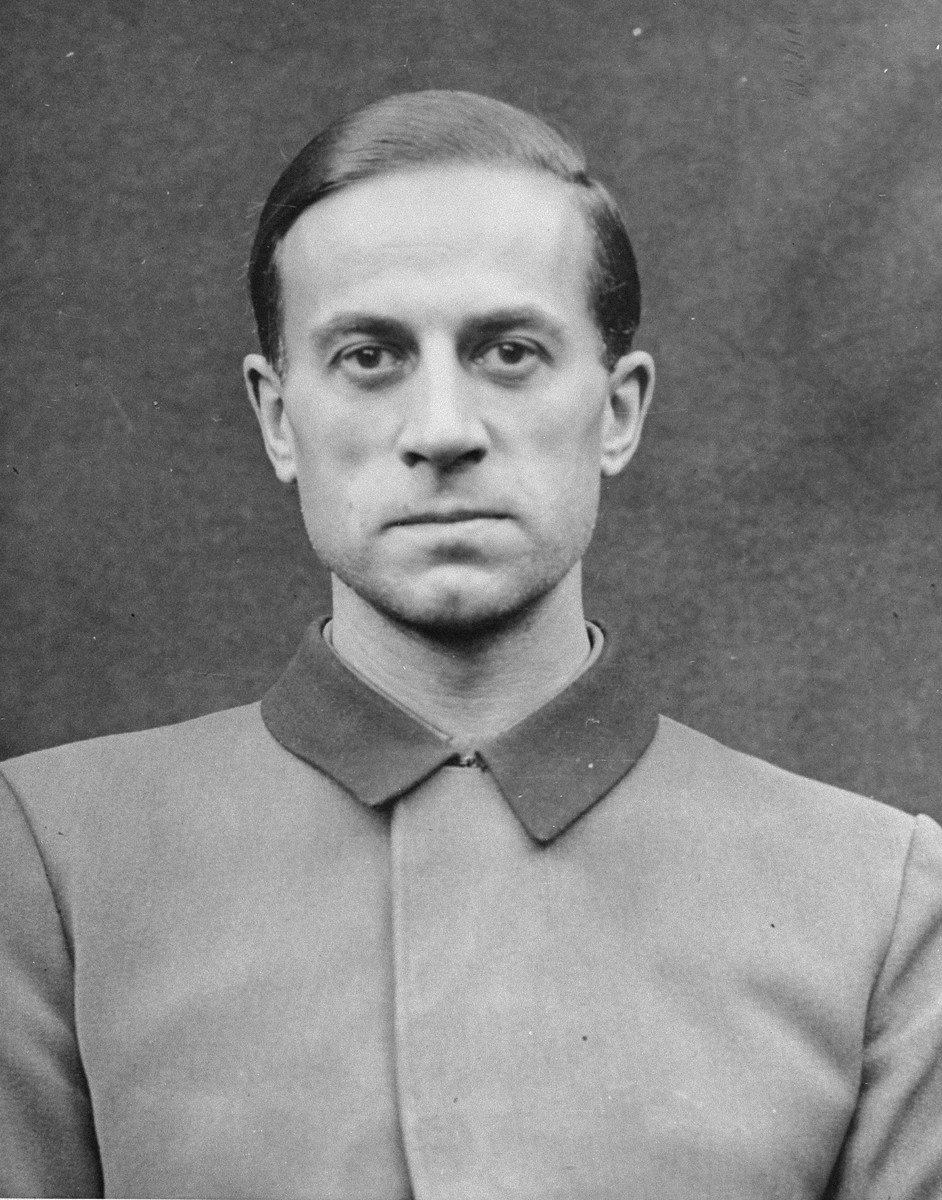
Karl Brandt als Angeklagter im Nürnberger Ärzteprozess

Karl Franz Friedrich Brandt (* 8. Januar 1904 in Mülhausen, Elsass; † 2. Juni 1948 in Landsberg am Lech) war ein deutscher Arzt, chirurgischer „Begleitarzt“ von Adolf Hitler, SS-Gruppenführer der Allgemeinen SS, SS-Brigadeführer und Generalmajor der Waffen-SS sowie Generalkommissar für das Sanitäts- und Gesundheitswesen. Er war der Ranghöchste unter den Angeklagten im Prozess gegen Mediziner im Rahmen des Nürnberger Ärzteprozesses.

## Leben

### Kindheit und Ausbildung

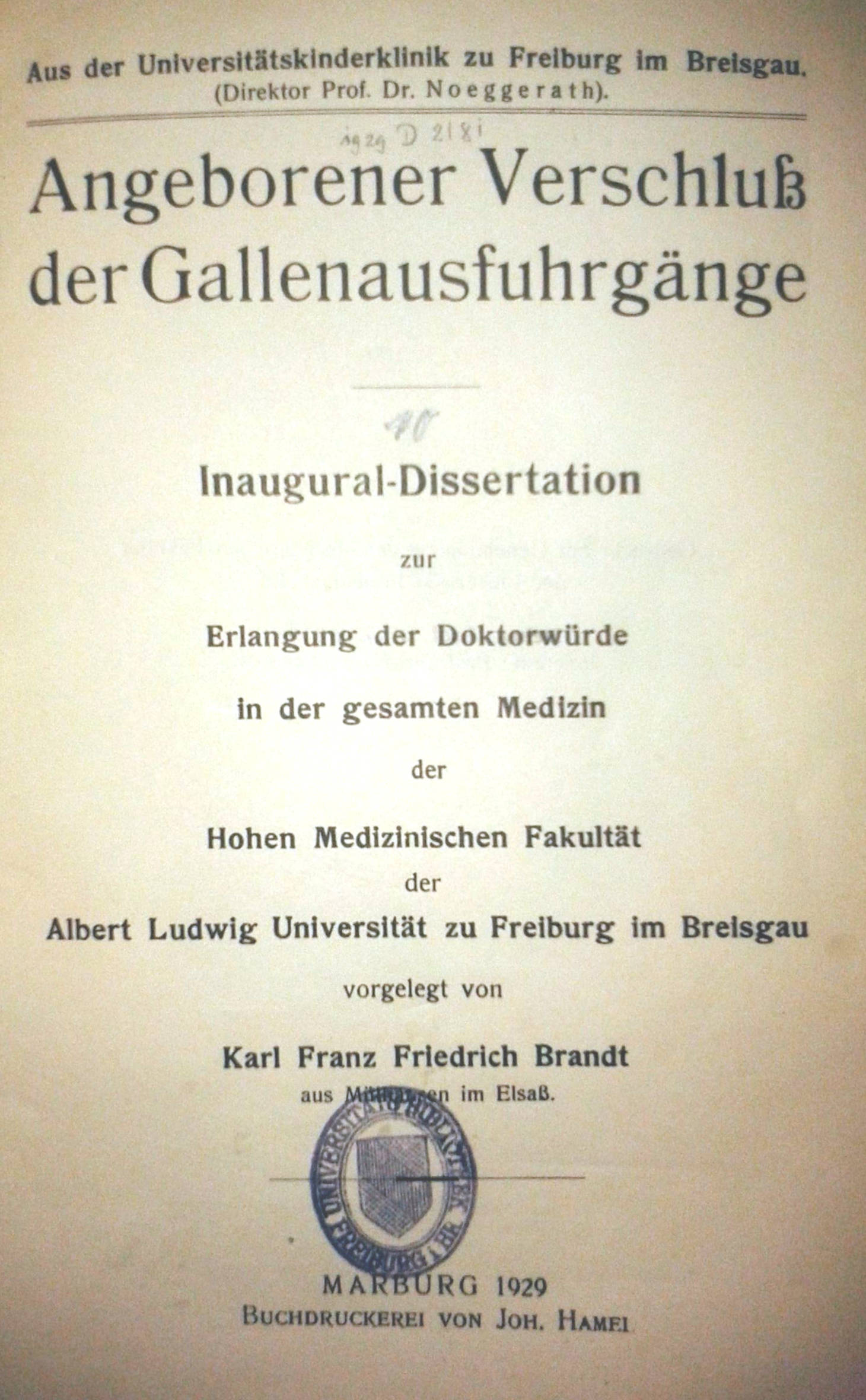
Titelblatt von Brandts Dissertation 1929, Belegexemplar der Universitätsbibliothek Freiburg

Karl Brandt wurde als Sohn des Offiziers Karl Julius Brandt und dessen Frau Katharina Emilie Elisabeth, geb. Lehnebach, in Mülhausen, Elsass geboren. Er legte sein Abitur in Dresden ab. 1922 begann er ein Studium der Medizin in Jena, das er zunächst in München, Berlin und Freiburg fortsetzte, dann im Sommersemester 1925 und ab dem Wintersemester 1926/27 in Freiburg, wo Brandt Vorlesungen bei Ludwig Aschoff, Erich Lexer und Alfred Hoche besuchte und sein Studium 1928 mit dem medizinischen Staatsexamen abschloss. 1929 wurde er bei Pädiater Carl Noeggerath an der Freiburger Universität promoviert; Titel der 50-seitigen Dissertation: Angeborener Verschluss der Gallenausfuhrgänge.
Während seiner chirurgischen Ausbildung an den
Bergmannsheil-Kliniken in Bochum liebäugelte Karl Brandt mit einer anschließenden ärztlichen Tätigkeit im Tropenkrankenhaus des berühmten Elsässer Arztes und späteren Friedensnobelpreisträgers Albert Schweitzer in Lambaréné im damaligen Französisch-Äquatorialafrika. Nach Brandts eigenen Aussagen im Nürnberger Ärzteprozess scheiterte dieses Vorhaben 1932 an einer fehlenden Genehmigung der französischen Behörden, da er keine französische Staatsbürgerschaft besaß und keine französische Wehrpflicht abgeleistet hatte.

### Karriere im Nationalsozialismus
Karl Brandt trat zum 1. März 1932 in die NSDAP (Mitgliedsnummer 1.009.617) und 1933 in die SA ein. Am 29. Juli 1934 wechselte er im Rang eines Sturmführers zur SS (SS-Nummer 260.353). 1933 behandelte er den Hitler-Adjutanten Wilhelm Brückner nach einem Autounfall. Dieser soll ihn bei Hitler lobend erwähnt haben.
Brandt war zudem Mitte der 1930er Jahre als chirurgischer Oberarzt an der Berliner Universitätsklinik tätig und war dort wohl auch Assistent von Ferdinand Sauerbruch, der ihm 1942 im Führerhauptquartier Werwolf wiederbegegnete.
Am 17. März 1934 heiratete er die Rekordschwimmerin Anni Rehborn aus München, die Hitler bereits seit 1925 kannte. Aus der Ehe ging ein Sohn hervor, der spätere Chefarzt an der Berufsgenossenschaftlichen Unfallklinik Duisburg, Karl Adolf Brandt (* 1935).

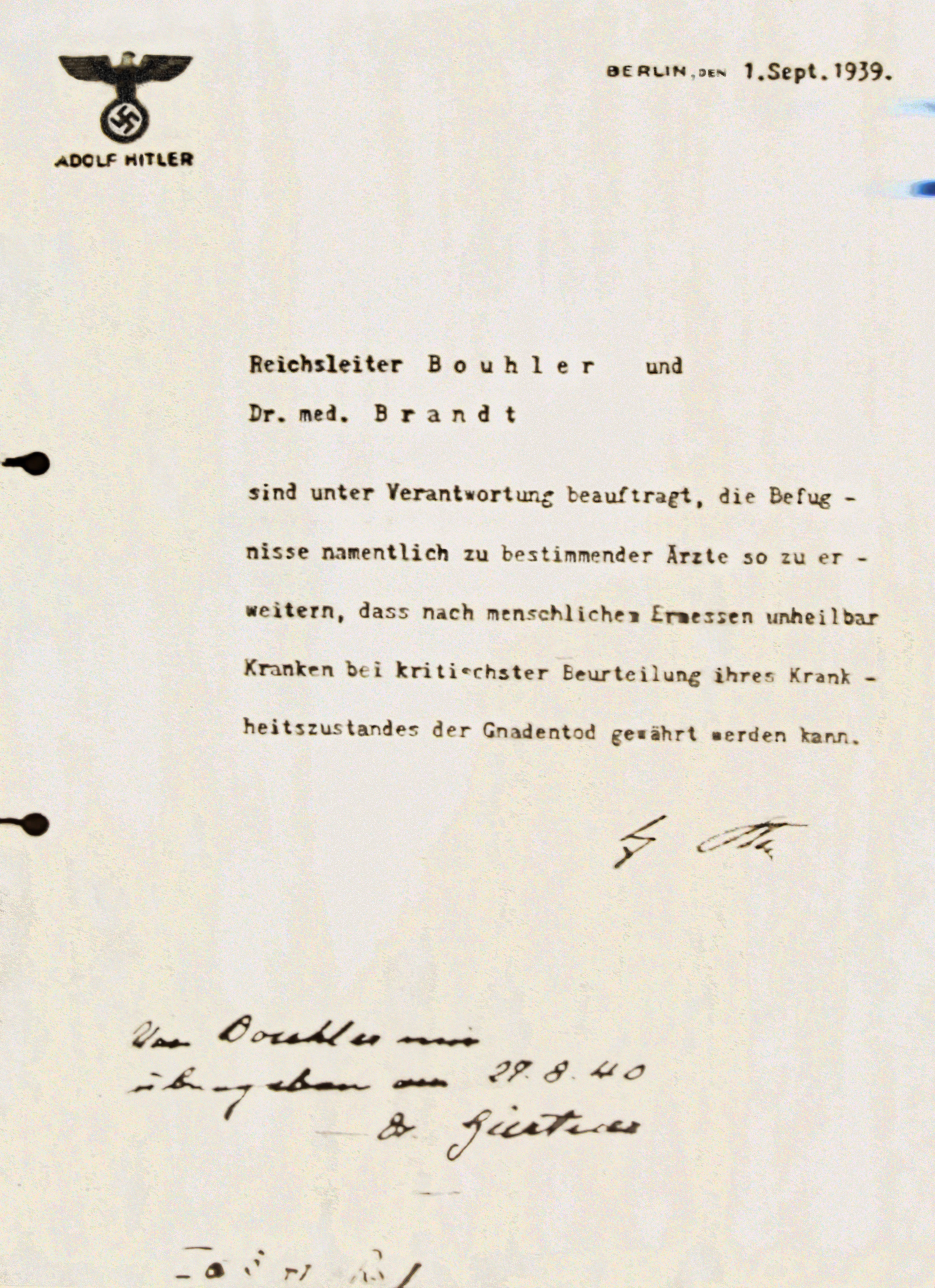
Beauftragung durch Hitler per Erlass vom 1. September 1939

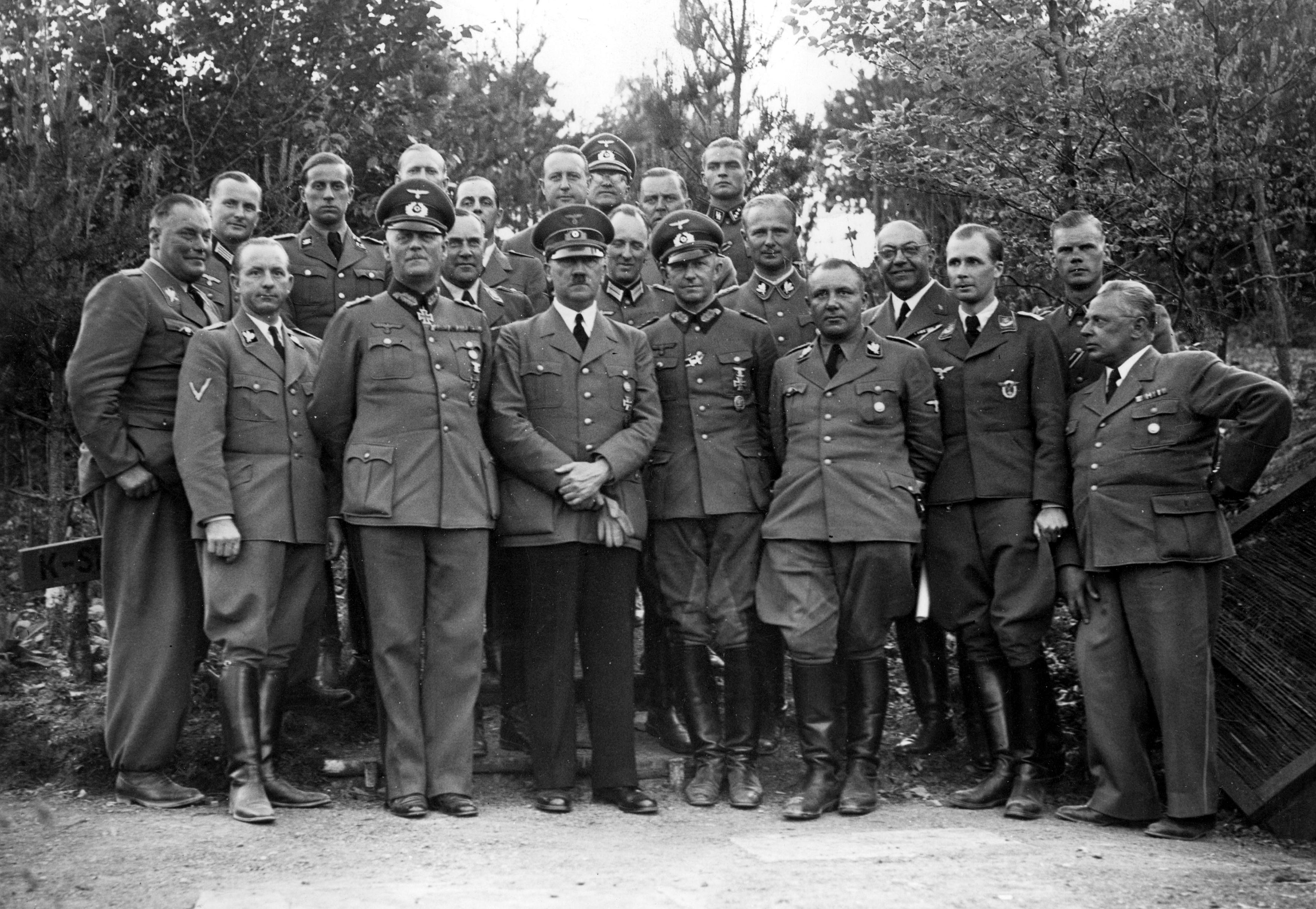
Karl Brandt, dritte Reihe, Zweiter von links, im Stab von Adolf Hitler im Juni 1940 vermutlich in Eselsberg in Bad Münstereifel-Rodert, in der Nähe des „K-Standes“ des Führerhauptquartiers Felsennest

Am 14. Juni 1934 wurde Karl Brandt Hitlers Begleitarzt. Sein Stellvertreter war zunächst Werner Haase und später Hanskarl von Hasselbach. Karl Brandt gehörte mit seinem Freund Albert Speer und ihren Familien zum Kern der Menschen, die Hitler ständig auf seiner Privatresidenz, dem Berghof, umgaben.
Ab dem 1. September 1939 war er zusammen mit Philipp Bouhler Hitlers Beauftragter für die massenhaften Morde der Aktion T4 im Rahmen der sogenannten „Euthanasie“ in den NS-Tötungsanstalten Hadamar, Schloss Grafeneck, Schloss Hartheim, Sonnenstein, Bernburg sowie in Brandenburg. Dokumentiert ist dies in einem Schreiben Hitlers, datiert auf den 1. September 1939, das wahrscheinlich aber erst im Oktober entstanden ist und Bouhler und Brandt als Beauftragte der Krankenmorde nennt (Deckname „Gnadentod“). 1940 wurde Brandt zum Professor ernannt.
Am 28. Juli 1942 wurde Brandt zum Bevollmächtigten und ab 1943 zum Generalkommissar für das Sanitäts- und Gesundheitswesen ernannt. In dieser Funktion sorgte er für die Koordination zwischen zivilem und militärischem Gesundheitswesen. Teil seiner Aufgaben war die „Schaffung von Bettenplätzen“ für Ausweichkrankenhäuser und Lazarette. Hierzu wurden in der später nach ihm benannten „Aktion Brandt“ auch Patienten von Heil- und Pflegeanstalten verlegt oder getötet.
Brandt wusste von einigen medizinischen Menschenversuchen in den Konzentrationslagern. Versuche zur Malaria förderte er, die zur Hepatitis A regte er selbst an. Am 5. September 1943 wurde er durch Erlass Hitlers zum Leiter des gesamten medizinischen Vorrats- und Versorgungswesens und zum Koordinator der medizinischen Forschung. Der Reichsärzteführer Leonardo Conti überlegte, seinen Rücktritt einzureichen, da Brandt ihn in seiner Machtfülle überholt hatte. Hitler lehnte dies ab. Brandts politische Beziehungen zu Speer machten ihm Bormann zum Feind.
In einer Intrige um Hitlers Leibarzt Theo Morell wurde Brandt zunächst als Begleitarzt entlassen. Am 16. April 1945 wurde er verhaftet. Hitler hatte erfahren, dass Brandt seine Frau mit Kind nach Thüringen vor den nahenden russischen Streitkräften in Sicherheit hatte bringen lassen, und befahl, ihn vor ein Standgericht zu stellen und zum Tode verurteilen zu lassen. Die v. Bodelschwinghschen Anstalten Bethel reichten ein Gnadengesuch ein. Himmler verzögerte seine Hinrichtung.

### Nach dem Krieg

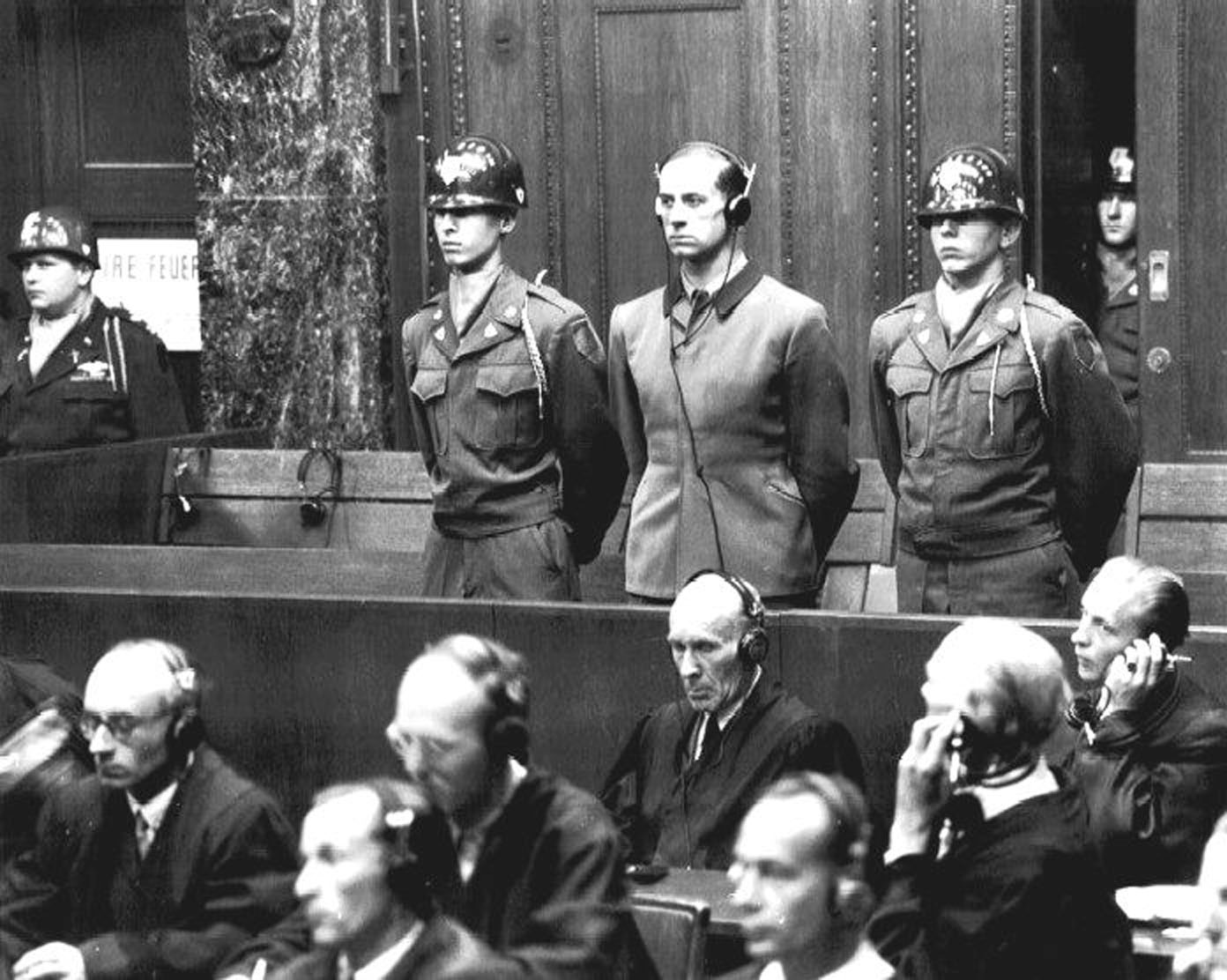
Karl Brandt während des Urteilsspruchs im Nürnberger Ärzteprozess

Der sogenannten Rattenlinie Nord folgend tauchte Brandt im Mai 1945 in Flensburg auf. Alliierte Truppen verhafteten ihn bald darauf zusammen mit der Regierung Dönitz in Flensburg.
Brandt wurde im Rahmen des Nürnberger Ärzteprozesses vom 9. Dezember 1946 bis zum 20. August 1947 vor dem Ersten Amerikanischen Militärgerichtshof in Nürnberg angeklagt wegen 1. Verschwörung zur Begehung von Kriegsverbrechen gegen die Menschlichkeit, 2. Kriegsverbrechen, 3. Verbrechen gegen die Menschlichkeit und 4. Mitgliedschaft in einer kriminellen Vereinigung. „In der Urteilsbegründung ist besonders stark gewichtet worden, dass die von Anfang an geplante und in der zweiten Phase auch vollzogene Ausdehnung der sogenannten ‚Euthanasie‘-Aktion auf ‚Mischlinge (Halbjuden)‘, Juden, ‚unerwünschtes Volkstum‘ und KZ-Häftlinge auch ‚machtlose Menschenwesen anderer Nationalität‘ dem Morden ausgesetzt und Brandt sich mithin ‚der Ausrottung fremder Staatsangehöriger schuldig gemacht‘ habe.“
Das Urteil zum Tode durch den Strang erfolgte am 20. August 1947. Bis zuletzt fand Brandt als Hauptverantwortlicher für die Euthanasiemorde kein Wort des Bedauerns für die Opfer. Im Gegensatz zu den meisten anderen Tätern, die ihre Handlungen als Resultat von Befehl und Gehorsam verstanden wissen wollten, stand er zu dem, was er getan hatte: „Wie maßlos sind die Konflikte, die hinter dem Gehorchen sich verstecken. Ich habe den Menschenversuch nie als eine Selbstverständlichkeit angesehen. Auch nicht dort, wo er ungefährlich ist. Aber ich bejahe aus Gründen der Vernunft seine Notwendigkeit.“
Noch deutlicher wurde Brandt auf die Frage, „ob er sich grausame und tödliche Menschenexperimente wie die in Dachau oder Buchenwald an einem beliebig anderen Ort des Reichsgebietes vorstellen könnte, als er sehr nachdenklich antwortete: ‚Ich glaube nicht, dass der Arzt als solcher von seiner ärztlichen Ethik oder seinem moralischen Empfinden aus einen solchen Versuch durchführen könnte oder würde.‘ Brandt aber meinte nicht den ‚Arzt als solchen‘, sondern den Arzt in der völkisch-diktatorischen Gemeinschaft: ‚In dem Augenblick, in dem die Person des Einzelmenschen aufgeht in dem Begriff des Kollektiven, […] wird dieser einzelne Mensch völlig benutzt im Interesse dieser Gemeinschaft […]. Im Grunde bedeutet das Einzelwesen nichts mehr.‘ Für Brandt war der Arzt ausschließlich ‚Führerarzt‘ im Dienste des Volksganzen, Wächter über Gesundheit und Rasse, Gutachter über Wert oder Unwert des Individuums für das Volk, ausmerzender Richter über Krankheit und Schwäche.“
Brandt, der von den Anwälten Robert Servatius und Rudolf Schmidt verteidigt wurde, bewertete das Urteil als „Ausdruck eines politischen Racheaktes“. Zwischen Urteil und Vollstreckung bemühte sich Brandts Frau um Gnadengesuche. Die wurden von Vertretern der Kirchen, unter anderem von Eugen Gerstenmaier als dem Vorsitzenden des Hilfswerks der Evangelischen Kirche in Deutschland, von Ernst von Weizsäcker, sowie von 26 angesehenen deutschen Wissenschaftlern – darunter der Chirurg Sauerbruch – und sogar Alexander Mitscherlich bei Lucius D. Clay eingereicht, weil sie offenbar „die blutigsten Verbrechen vieler brauner ‚Idealisten‘ durch angeblich edle Motive erklärt und entschuldigt sahen.“ Sogar die von der „Euthanasie“ betroffenen Betheler Anstalten beteiligten sich.
Der oberste US-Militärbefehlshaber, General Clay, prüfte daraufhin die Beweislage erneut, stellte jedoch fest: „Wenn ich gegenüber Menschen, denen Folter und Tod angetan wurde, Gerechtigkeit üben will, dann kann ich in diesem Fall keine Gnade walten lassen.“ Am 2. Juni 1948, vor seiner Hinrichtung im Kriegsverbrechergefängnis Landsberg, hielt Brandt auf dem Schafott eine letzte, erregte Ansprache: „Wie kann … die Nation, welche die Spitze in der Durchführung von Humanversuchen hält, wie kann es diese Nation wagen, andere, welche höchstens die vorgemachten Versuchsanordnungen nachmachen konnten, uns deswegen zu verurteilen? Und gar Euthanasie! Man schaue heute auf Deutschland und seine ausgeklügelt hingehaltene Not. Da ist es freilich nicht verwunderlich, wenn die Nation, welche vor der Geschichte der Menschheit ewig das Kainszeichen von Hiroshima und Nagasaki tragen wird, wenn diese Nation versucht, sich hinter moralischen Superlativen zu vernebeln. Sie braucht kein Recht zu beugen: Recht ist hier nie gewesen! Im Ganzen nicht wie im Einzelnen. Es diktiert die Macht. Und diese Macht will Opfer. Wir sind solche Opfer. Ich bin ein solches Opfer …“ (zit. nach Edzard Ernst)
Einen Tag nach dem Todesurteil schrieb Brandt eine Vollmacht nieder, in der er unter anderem formulierte: „Es ist mein freier Wille, mich einem medizinischen Versuch ohne Überlebenschance zu unterziehen, um so die Vollstreckung des Todesurteils ... zu einem sinnvollen Ereignis im Interesse und zum Wohle der Menschheit zu erheben. Überzeugt davon, dass sich auch andere meiner Kollegen, die mit mir verurteilt wurden, sich meiner Bitte anschließen werden, ergibt sich ...die Möglichkeit zu einem Kollektiv-Versuch.“ Dieser Wunsch wurde nicht erfüllt.